# NGC 44
NGC 44 (ook wel h 10 of GC 22) is een dubbelster in het sterrenbeeld Andromeda.
NGC 44 werd op 22 november 1827 ontdekt door de Engelse astronoom John Herschel.